# 松本英一
松本 英一（まつもと えいいち、1895年5月11日 - 1945年8月13日）は、日本の映画監督である。サイレント映画の時代に活躍した。部落解放同盟の指導者松本治一郎の甥・養子で参議院議員の松本英一(1921年～1994年)は同姓同名の別人。

## 来歴・人物
1895年（明治28年）5月11日、東京市本所区向島須崎町（現在の墨田区向島4-5丁目の辺り）に生まれる。6歳下の弟の米三は、のちの映画俳優の里見明である。
1912年（明治45年）頃、芝区新銭座（現：港区浜松町1丁目）の攻玉社中学校（旧制、現：攻玉社中学校・高等学校）を卒業して、鉄道院上野駅に勤める。その後、早稲田大学に入学するも、演劇に傾倒し、上山草人の「近代劇協会」に参加、親から勘当される。当時の仲間には、のちに「日本初の映画女優」となった花柳はるみ、のちの映画監督の小沢得二がいた。朝鮮半島、満州国、台湾への同劇団の巡業であらゆる仕事をしたが、台湾の台北で劇団を離脱、のちに東京で撮影所をもつ映画会社「タカマツ・アズマプロダクション」を設立することになる高松豊次郎が当時現地で経営していた劇場に入り、半年間事務員を務めた。帰国してからは、浅草公園六区の「金龍館」の曾我廼家五九郎一座や「常磐座」の新派劇で仕事をし、当時劇団を主宰していた佐藤紅緑に弟子入りしたり、一転大阪に飛んでは伊村義雄一座に入って、俳優と台本作家を兼務して、全国を巡業して回った。1921年（大正10年）には、国活で『曙音頭』の監督をしている。
そんな苦闘を10年続けた挙げ句、映画・演劇の帝国キネマ演芸に入社、新派劇の脚本を手がける。1923年（大正12年）4月、社命により同社の「芦屋撮影所」（兵庫県芦屋市）の現代劇部の監督へと配転、監督第1作は松本泰輔主演の『親なき雀』で、同時期に芦屋に入社した弟の里見明も同作に出演している。以降量産監督となるが、1925年（大正14年）1月14日の帝キネの内紛で60数名の集団退社に弟と共に連座、アシヤ映画製作所の設立に参加した。ほどなく内紛は収まり、帝キネ芦屋に復帰する。アシヤ映画の9本を含めて85本を監督して、1927年（昭和2年）10月には帝キネを退社した。
同1927年末、河合徳三郎が東京に設立した「河合プロダクション町屋撮影所」（のちの河合映画製作社）に入社、翌1928年（昭和3年）に公開された同社の設立第1作『青春散歩』、第2作『恋風に吹かれて』の両作を監督する。両作とも、松本とともに同社の設立に参加した弟の里見、および河合がスカウトした琴糸路の2人が主演している。17本を監督して同年内に河合を退社、1929年（昭和4年）5月に帝キネに戻った。18本の映画を撮って、1931年（昭和6年）4月に退社した。この時点で35歳であった。
1945年（昭和20年）8月13日、第二次世界大戦終結のわずか2日前に死去。満50歳没。サイレント映画のみを残した。

## 関連事項
- 根岸興行部
- 帝国キネマ - アシヤ映画製作所
- 河合映画製作社

## 註
1. ↑  墨田区公式サイト内の「町区域の新設等」の記述ならびに比較地図を参照。
2. 1 2 3  『日本映画監督全集』（キネマ旬報社、1976年）の「松本英一」の項（p.377）を参照。同項執筆は岸松雄。